# مانوئل بارباچانو پونثه
مانوئل بارباچانو پونثه (انگلیسی: Manuel Barbachano Ponce؛ ۴ آوریل ۱۹۲۵ – ۲۹ اکتبر ۱۹۹۴) کارگردان فیلم، تهیه‌کننده فیلم و فیلم‌نامه‌نویس اهل مکزیک بود.
از فیلم‌ها یا مجموعه‌های تلویزیونی که وی در آن‌ها نقش داشته است، می‌توان به نازارین اشاره نمود.